# Central Connecticut State University

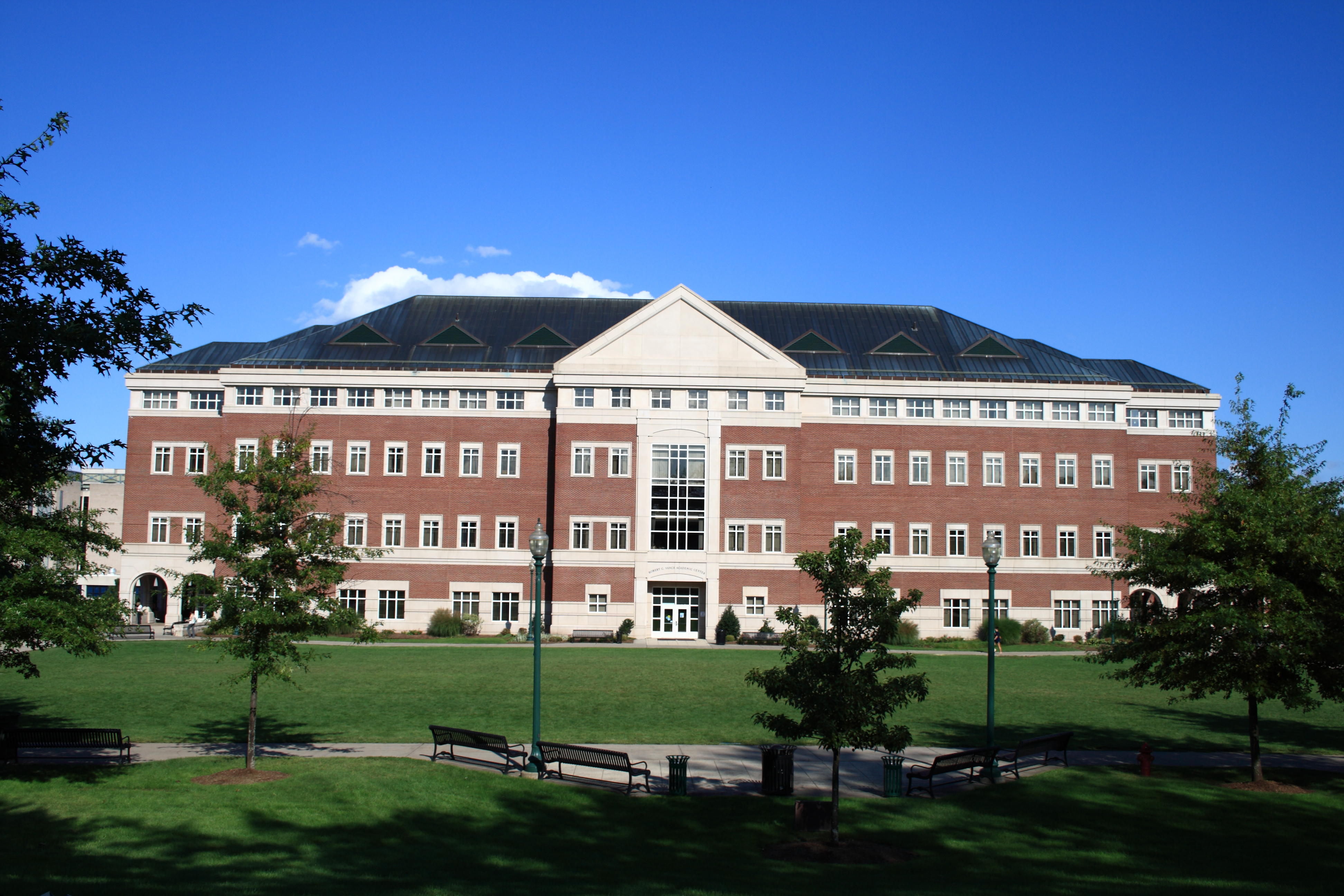
Vance Academic Center auf dem Campus der Central Connecticut State University

Die Central Connecticut State University ist eine staatliche Universität in New Britain im US-Bundesstaat Connecticut. 1849 gegründet, ist sie die älteste staatliche Hochschule in Connecticut. Derzeit sind 12.315 Studenten eingeschrieben.
Studienschwerpunkte sind u. a. Naturwissenschaften sowie internationale und Länderstudien (z. B. Afrikastudien).

## Sport

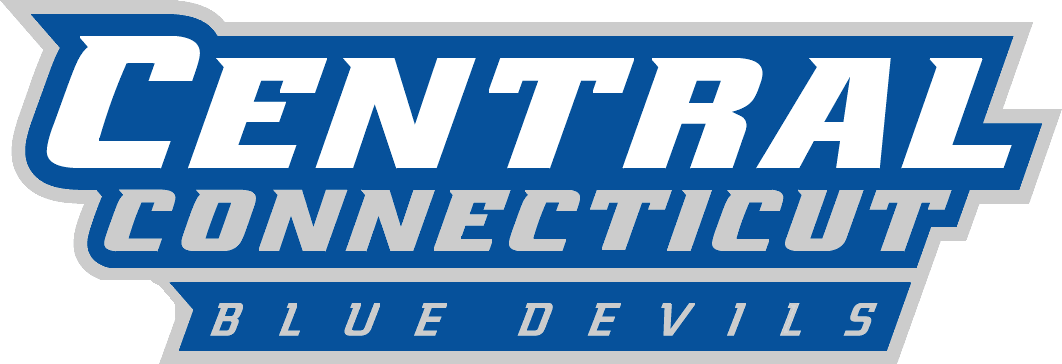

Die Sportteams der Central Connecticut State University sind die Blue Devils. Die Hochschule ist Mitglied in der Northeast Conference.

## Personen
- Bradley Kjell, Professor für Informatik, Buchautor